# Elżbiecin (powiat makowski)
Elżbiecin – wieś sołecka w Polsce, położona w województwie mazowieckim, w powiecie makowskim, w gminie Krasnosielc.
W latach 1975–1998 miejscowość należała administracyjnie do województwa ostrołęckiego.
Wierni Kościoła rzymskokatolickiego należą do parafii św. Izydora w Drążdżewie.